# Auguste Maria Luise von Bayern
Auguste Maria Luise Prinzessin von Bayern (* 28. April 1875 in München; † 25. Juni 1964 in Regensburg) war eine Prinzessin aus dem Hause Wittelsbach und durch Heirat mit Joseph August von Österreich auch Erzherzogin von Österreich.

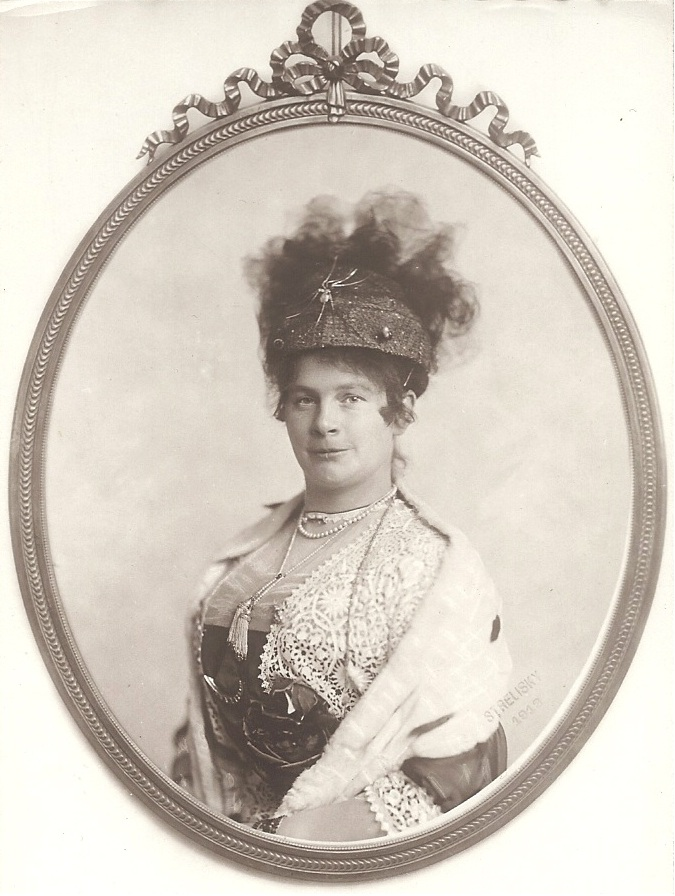
Auguste Maria Luise von Bayern (Foto von Sándor Strelisky Budapest, 1910)

## Leben

### Herkunft und soziales Engagement
Auguste Maria Luise war die jüngere Tochter von Leopold Prinz von Bayern und dessen Ehefrau Gisela von Österreich, der Tochter Kaiser Franz Josephs I. Ihren Namen bekam sie nach ihrer habsburgischen Großmutter Auguste Ferdinande. Sie wuchs in München auf.
Nach ihrer Heirat mit Joseph August zog Auguste nach Ungarn und lebte auf dessen Besitz in Alcsút. Während des Ersten Weltkrieges trat sie, wie viele Frauen ihres Standes, dem Roten Kreuz bei und widmete sich der Pflege von Verwundeten, die sie auch mit großen Summen materiell unterstützte. Auch wollte die Erzherzogin aktiven Dienst an der Front leisten, wogegen ihr Großvater, Kaiser Franz Joseph, jedoch Einspruch einlegte. Sie initiierte die Bewegung „Gold für Eisen“, die gutsituierte Familien dazu bewegte, ihren Schmuck abzugeben, um aus dem Erlös die Kriegsanstrengungen Österreich-Ungarns finanziell zu unterstützen. Auch war sie Schirmherrin mehrerer Wohltätigkeitsvereine. Unter anderem gründete sie im Budapester Stadtbezirk Kőbánya ein Krankenhaus, das nach dem Krieg in ein Heim für Obdachlose umgewandelt wurde. Beide Institutionen trugen ihren Namen. In der Zeit der Räterepublik zog sich das Ehepaar auf seinen Familiensitz nach Alcsút zurück, ohne sich politisch zu engagieren.
Nach dem Zusammenbruch der Räterepublik und der Konsolidierung der Verhältnisse in Ungarn unter Admiral Horthy gehörte das Erzherzogspaar zu den führenden Gesellschaftskreisen im damaligen Ungarn. Das Erzherzog-Palais (früher Teleki-Palais) im Burgviertel der Ofener Burg war ein Mittelpunkt der damaligen Gesellschaft. Ende 1944, als sich die Rote Armee bereits in Ostungarn befand, verließ Auguste von Bayern mit ihrer Familie Ungarn. Zunächst zogen die Eheleute in die USA und später nach Deutschland, wo sie bei der Schwester des Erzherzogs, der Fürstin Margarethe von Thurn und Taxis, in Regensburg lebten. Dort starb die Erzherzogin am 25. Juni 1964, zwei Jahre nach ihrem Ehemann. Sie wurde neben ihrem Mann auf dem Friedhof von Feldafing am Starnberger See beigesetzt.
Die Sommerresidenz Schloss Alcsút fiel den Bomben des Zweiten Weltkrieges zum Opfer und brannte Ende 1944 vollkommen aus. Vom Schloss blieben nur der Portikus und die Hauptfassade erhalten, die heute samt Park unter Denkmalschutz stehen. Im Park wurde ein Arboretum eingerichtet, das aus dem noch 1825 von Palatin Joseph angelegten Park mit seltenen Bäumen und Pflanzen entstand. Außerdem blieb die Schlosskapelle erhalten, da sie vom Schloss getrennt errichtet war. Das Familienarchiv in Acsút verbrannte. Das Erzherzog-Palais in Budapest wurde schwer beschädigt und 1968 gesprengt. Nach der Machtübernahme durch die Kommunisten im Jahr 1948 wurde sämtlicher Besitz der Habsburger in Ungarn verstaatlicht.

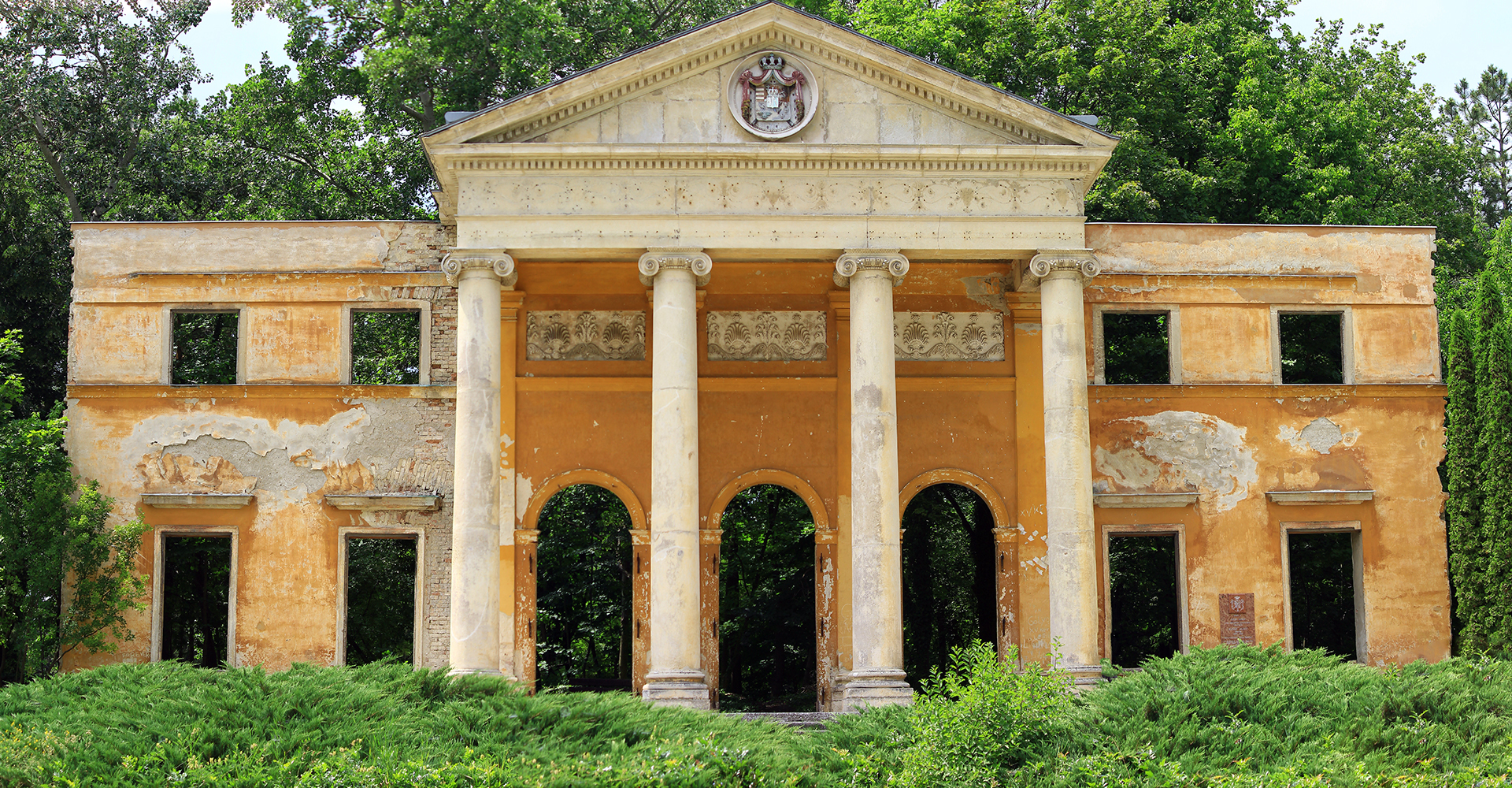
Schloss Alcsút (Ruine, 2013)

Nach der politischen Wende 1989 wurden Erzherzogin Auguste sowie die anderen bisher in Feldafing bestatteten Mitglieder des ungarischen Zweiges des Hauses Habsburg-Lothringen exhumiert und in die Gruft der Palatine im Burgpalast von Budapest überführt.
Die Universität Debrecen benannte ein medizinisches Zentrum nach ihr.

### Nachkommen
Am 15. November 1893 heiratete Auguste Maria Luise in München Erzherzog Joseph August von Österreich. Aus der Ehe gingen sechs Kinder hervor:
- Joseph Franz (1895–1957)
- Gisella Augusta (1897–1901)
- Sophie Augusta (1899–1978), studierte in Budapest und wurde 1917 Sternkreuzdame. 1944 verließ sie Ungarn und lebte unverheiratet in Bayern und Tirol[7]
- Ladislaus (ung. László) Luitpold (1901–1946), starb in einer Nervenklinik in Budapest[8]
- Matthias Joseph (1904–1905)
- Magdalena Maria (1909–2000), blieb unverheiratet und war in Ungarn Protektorin verschiedener Wohltätigkeitsvereine. Sie flüchtete 1944 mit ihren Eltern aus Ungarn und lebte bis an ihr Lebensende in Bayern[9]